# 1794 az irodalomban
Az 1794. év az irodalomban.

## Események
- A Martinovics-féle összeesküvésben részt vett, illetve azzal kapcsolatba került írókat elfogják, majd elítélik; közülük Batsányi János, Kazinczy Ferenc, Szentjóbi Szabó László, Verseghy Ferenc több-kevesebb ideig Kufstein várában raboskodik.
- Franciaországban nyaktilóval kivégzik (többek között) André Chénier költőt és Fabre d’Églantine vígjátékírót.
- 1794–1795-ben megjelenik az Uránia című új folyóirat három kötete. Szerkesztője Kármán József és Pajor Gáspár.

## Megjelent új művek
- William Blake verseskötete: A tapasztalás dalai (Songs of Experience). Előzménye Az ártatlanság dalai (Songs of Innocence, 1789).
- Ann Radcliffe, az angol gótikus regény képviselőjének leghíresebb könyve: The Mysteries of Udolpho (Udolpho titkai).

### Dráma

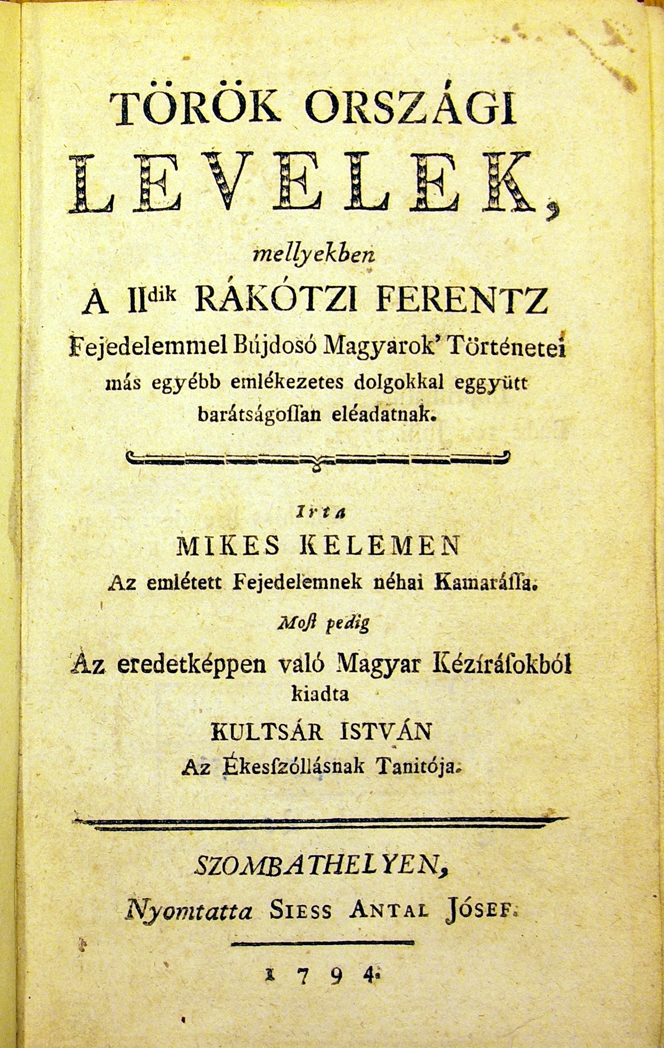
A Törökországi levelek címlapja

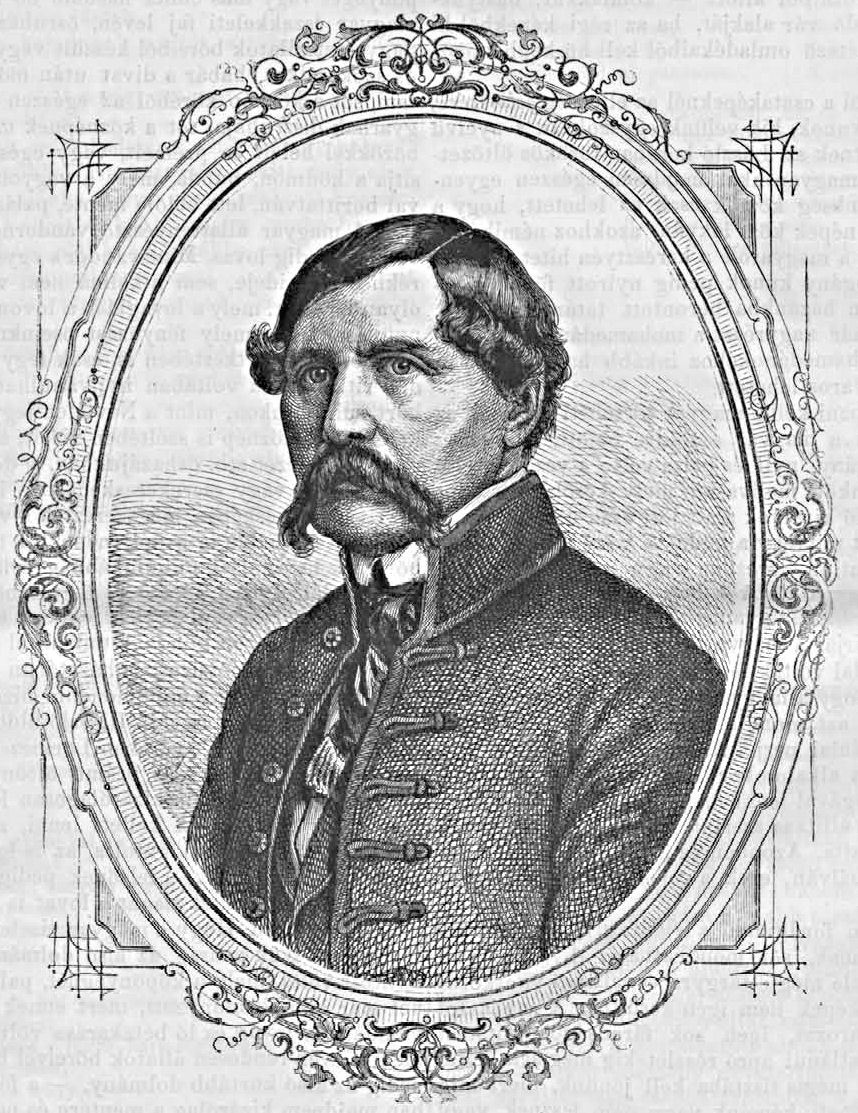
Jósika Miklós

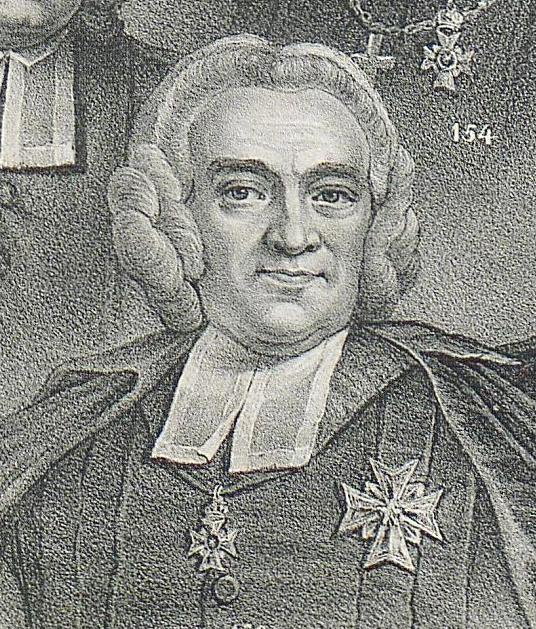
Olof Celsius

- Samuel Taylor Coleridge és Robert Southey drámája: The Fall of Robespierre (Robespierre bukása).
- Friedrich Schlegel német filozófus, kritikus értekezése: Vom ästhetischen Werte der griechischen Komödie (A görög vígjáték esztétikai értékéről).

### Magyar irodalom
- Mikes Kelemen: Törökországi levelek. Az író halála után 35 évvel  végre napvilágot lát száműzetésben írt levélregénye. „Levelei a lélektörténet új fejezetét kezdik a magyar irodalomban: a zordonan vallásos és izzóan heroikus lelkek után ő vezeti be a humánum korát...”[1]
- Az Urániában megjelenik Kármán József kisregénye, a Fanni hagyományai, a magyar szentimentális próza kiemelkedő alkotása.

## Születések
- április 28. – Jósika Miklós író, újságíró, a magyar romantikus regény megteremtője († 1865)
- szeptember 26.– Ivan Lazsecsnyikov orosz regényíró († 1869)

## Halálozások
- február 15. – Olof Celsius svéd történetíró és költő, műfordító (* 1716)
- április 5. – Fabre d’Églantine francia színész, költő, vígjátékíró, politikus (* 1750)
- április 13. – Nicolas Chamfort francia író, moralista (* 1741)
- június 8. – Gottfried August Bürger német költő, a Münchhausen báró kalandjai írója (* 1747)
- július 25. – André Chénier francia költő, újságíró (* 1762)
- augusztus 14. – George Colman angol  drámaíró, fordító, színházigazgató (* 1732)
- december 3. – Hrihorij Szavics Szkovoroda ukrán költő, pedagógus, filozófus (* 1722)